# Тякин, Анатолий Владимирович
Анатолий Владимирович Тякин (09.03.1923 — 09.06.1986) — разведчик моторизированного батальона автоматчиков 59-й гвардейской танковой бригады 8-го гвардейского танкового корпуса 2-й танковой армии 2-го Белорусского фронта, гвардии младший сержант — на момент представления к ордену Славы 1-й степени.

## Биография
Родился 9 марта 1923 года в городе Казань . Окончил 7 классов. Работал на авиационном заводе столяром. Как специалист имел бронь, подготовил себе замену и добился отправки на фронт.
В феврале 1943 года был призван в Красную Армию Кировским райвоенкоматом города Казани. Сначала Тякина направили в 137-й запасной стрелковый полк. Оттуда, после недолгого обучения, в 59-ю гвардейскую танковую бригаду, в батальон автоматчиков.
28 июля при наступлении на село Миканцув он с группой разведчиков проник в тыл противника, незамеченным подобрался к вражескому пулемету, из которого противники вели огонь по стрелковым подразделениям, и гранатой уничтожил его, а раненых пулеметчиков взял в плен. Через пять дней, при отражении контратаки противника в районе села Михалув, истребил семь вражеских солдат. Подавая товарищам пример стойкости и отваги, он не отступил с занимаемого рубежа. Приказом по войскам 8-го гвардейского танкового корпуса от 23 августа 1944 года гвардии ефрейтор Тякин Анатолий Владимирович награждён орденом Славы 3-й степени.
Развивая наступление, 8-й гвардейский танковый корпус вышел на подступы к Варшаве. Завязались тяжелые бои в предместьях польской столицы — Праге. 12 сентября 1944 года в районе населенного пункта Каралювка гвардии ефрейтор Тякин, будучи в разведке, обнаружил большую группу противников, пробиравшихся в расположение советских войск. Чтобы предупредить об опасности, разведчик принял смелое решение и занял огневую позицию, поджидая врага. Когда противники подошли близко, Тякин неожиданно ударил по ним из автомата и забросал гранатами. Меняя позиции, он продолжал короткими очередями и гранатами сдерживать врага, пока автоматчики его батальона и поспешили на помощь. Они завершили разгром вражеской группы и, преследуя отступающих противников, ворвались в Каралювку. В бою за село гвардии ефрейтор оторвался от товарищей, огородами пробрался к дому, с чердака которого строчил пулемет, и гранатой уничтожил его. В этом бою гвардеец лично истребил свыше 10 противников. Приказом по войскам 47-й армии от 16 ноября 1944 года гвардии ефрейтор Тякин Анатолий Владимирович награждён орденом Славы 2-й степени.
В январе 1945 года 8-й гвардейский танковый корпус принял участие в Восточно-Прусской операции. Шли жестокие бои с контратакующим противником. 6 февраля 1945 года в районе населенного пункта Ломп врагу удалось потеснить стрелковые подразделения. К месту прорыва была выдвинута 59-я гвардейская танковая бригада. Батальон автоматчиков вслед за танками бросился в контратаку. Во время ожесточенного боя вышел из строя командира взвода, и гвардии младший сержант Тякин в критический момент взял командование взводом на себя, первым бросился на врага и повел за собой автоматчиков. Гвардейцы ворвались в траншею, занятую гитлеровцами, и в коротком бою разбили врага, отбросили его на исходный рубеж. В этом бою гвардии младший сержант уничтожил шестнадцать противников и взял в плен офицера. А взвод под его командованием в общей сложности истребил 120 вражеских солдат и офицеров и 35 взял в плен.
Указом Президиума Верховного Совета СССР от 29 июня 1945 года за исключительное мужество, отвагу и бесстрашие, проявленные на заключительном этапе Великой Отечественной войны в боях с вражескими захватчиками гвардии младший сержант Тякин Анатолий Владимирович награждён орденом Славы 1-й степени. Стал полным кавалером ордена Славы.
Войну разведчик закончил в столице Восточной Пруссии городе Кенигсберге. Ещё четыре года служил в Вооруженных Силах, обучал и воспитывал молодых солдат. Стал офицером.
В 1949 году младший лейтенант Тякин уволился в запас. Вернулся в Казань. До выхода на пенсию работал на авиационном заводе, в столярном цеху. Умер 9 июня 1986 года.
Награждён орденами Славы 3-х степеней, орденом Отечественной войны 1-й степени, медалями.